# Тавричанка (Приморский край)
Тавричанка — посёлок (до 2004 года — посёлок городского типа) в составе Надеждинского района Приморского края, вместе с посёлками Давыдовка и Девятый Вал образует Тавричанское сельское поселение.

## География
Посёлок расположен у северного побережья Амурского залива, в 49 километрах к северо-западу от Владивостока и в 32 километрах к западу от города Артёма.
Западная окраина посёлка выходит на берег лагуны Тихая, образованной при впадении в Амурский залив реки Раздольная. В 6 км юго-западнее посёлка находится мелководный Тавричанский лиман, место впадения реки Раздольная в Амурский залив.

## История
Открытие первых месторождений относится к марту 1861 года, когда адъютант генерал-губернатора Муравьёва-Амурского майор Николай Николаевич Хитрово обнаружил на полуострове Речном несколько мест выхода угля на поверхность.
В январе1862 была заложена наклонная штольня, и в феврале мастера продвинулись на 17 саженей вглубь, сумели добыть около 25 тысяч пудов, качество угля было низким.
В 1867 году капитан-лейтенант Александр Адольфович Этолин нашел отличное месторождение угля на левом берегу Амурского залива близ почтового поста Речной, разработки начались в 1868 году. Работы в Речном длились с 1868 по 1870 годы и были прекращены из-за большого притока воды. 
Жители Тавричанки закрепили 1868 год – как год основания посёлка, выделив эту дату на памятной стеле. Поисками угля после 1870 года несколько лет не занимались. 
Потребности населения удовлетворялись за счёт небольших разработок на мысе Песчаном, где с 1881 года вёл разработку и добычу угля купец Фёдоров, и на северном берегу Амурского залива. 
В результате активного проведения разведочных работ в 1888–1894 годах были вскрыты почти все угленосные площади. В посёлке Тавричанка возобновились работы в 1890 году, когда начало действовать углепромышленное предприятие. 
Вскоре заработали два смежных рудника: Александровский немецкого купца Адольфа Васильевича Даттана, открытый в 1896 году, и рудник американского подданного Кларксона, действующий с 1900 года и названный им в 1902 году Новой Надеждой.
Первое упоминание о Тавричанке даёт статистика 1902 года: Приморское переселенческое управление отвело под селение Таврическое 4201 десятину земли, из расчёта на 230 душ. 
Уже поселились 60 мужчин и 37 женщин из 15 семей. 
В 1910 году в Тавричанке числился 131 житель на 33 крестьянских двора. 
В районе Тавричанки насчитывалось около 67 фанз, каждая корейская семья состояла из пяти-семи человек. 
В 1912 году в деревне – 50 дворов, 207 жителей. 
К 1914 году действовали 2 рудника, 13 шахт и штолен плюс кирпичное производство. 
После февраля 1997 года железнодорожная станция Тавричанка закрылась.

## Население
| 1902    | 1910    | 1912  | 1915  | 1939  | 1959    |
| ------- | ------- | ----- | ----- | ----- | ------- |
| 97      | ↗131    | ↗207  | ↗244  | ↗8399 | ↗11 416 |
| 1970    | 1979    | 1989  | 2002  | 2005  | 2008    |
| ↘10 595 | ↘10 291 | ↘9961 | ↘8556 | ↗8754 | ↘8712   |
| 2010    | 2021    |       |       |       |         |
| ↘7926   | ↗8108   |       |       |       |         |

Гендерный состав
По результатам переписи 2002 года 47,8 % мужчин и 52,2 % женщин.

## Экономика
Ранее на территории поселка действовало дочернее открытое акционерное общество «Шахтоуправление «Тавричанское» открытого акционерного общества «Приморскуголь», осуществлявшее добычу бурого угля на шахтах «Капитальная» и «№ 5». Ликвидировано в ходе процедуры банкротства в 2009 году. 

## Памятники
Памятник погибшим в Великой Отечественной войне.
Памятник 29-ти шахтерам, погибшим в 1939 году в результате взрыва газа на шахте «Капитальная».

## Русская православная церковь
Храм Успения Пресвятой Богородицы. После революции был домовым храмом. Новое здание обрёл в 2005 году.

## Известные уроженцы и жители
- Васильев Иван Владимирович (р.1989) — российский артист балета.
- Белоиван Лора (Белоиван Лариса Геннадьевна) — писатель, художник, директор Центра реабилитации морских млекопитающих.
- Степан Алексеевич Филиппов (р.1991) — член сборной России по карате.